# Józef Gosławski
Józef Jan Gosławski (Polanówka, 24 aprile 1908 – Varsavia, 23 gennaio 1963) è stato uno scultore e medaglista polacco.
Designer delle monete (tra l'altro 5 zł con l'immagine del pescatore), monumenti (tra l'altro monumento a Fryderyk Chopin in Żelazowa Wola) e medaglie (tra l'altro L'anno 1939). Ha vinto numerosi concorsi d'arte; è stato aggiudicato, tra l'altro, Croce d'Argento al Merito.

## Mostre

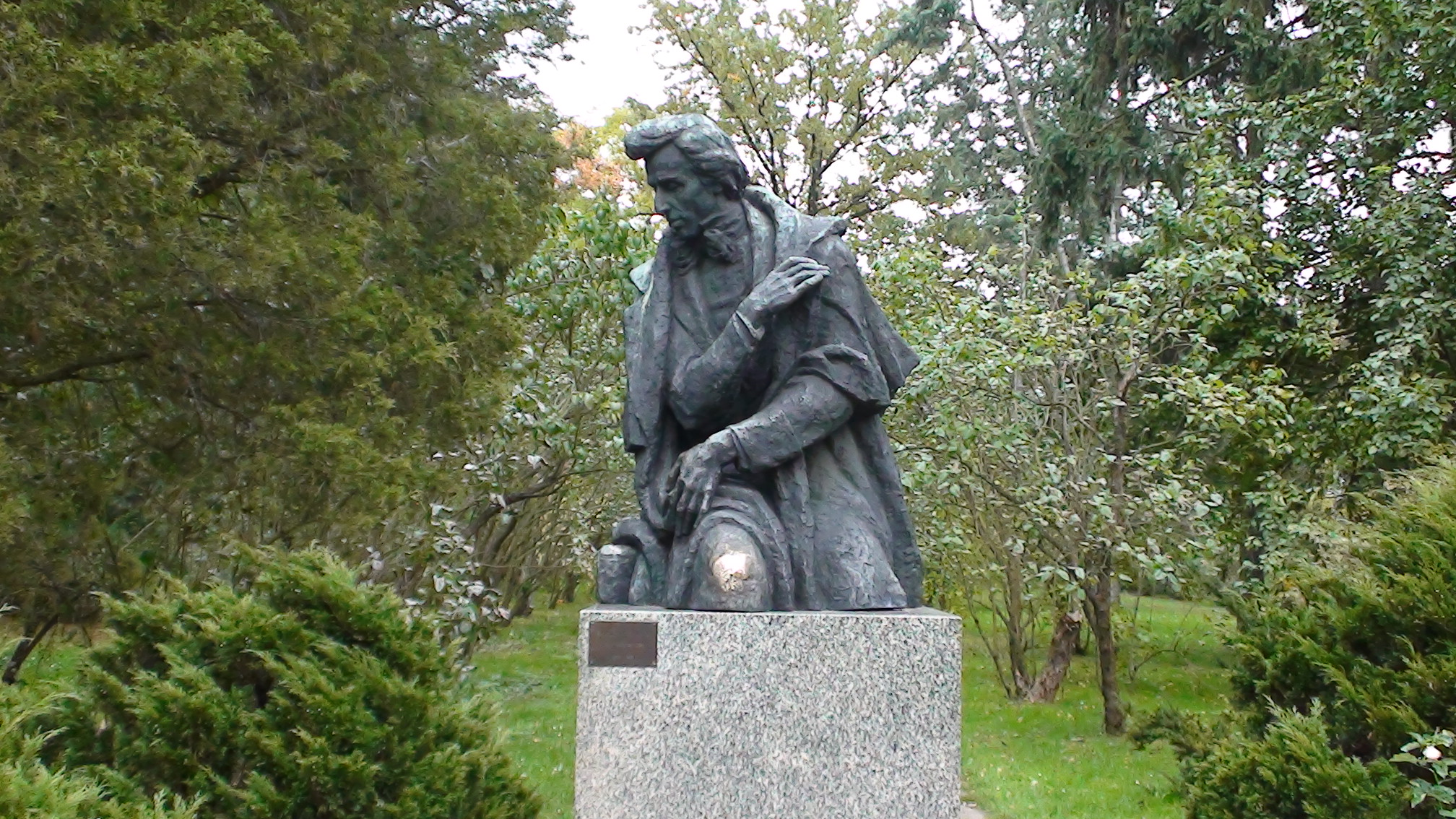
Il monumento a Fryderyk Chopin in Żelazowa Wola

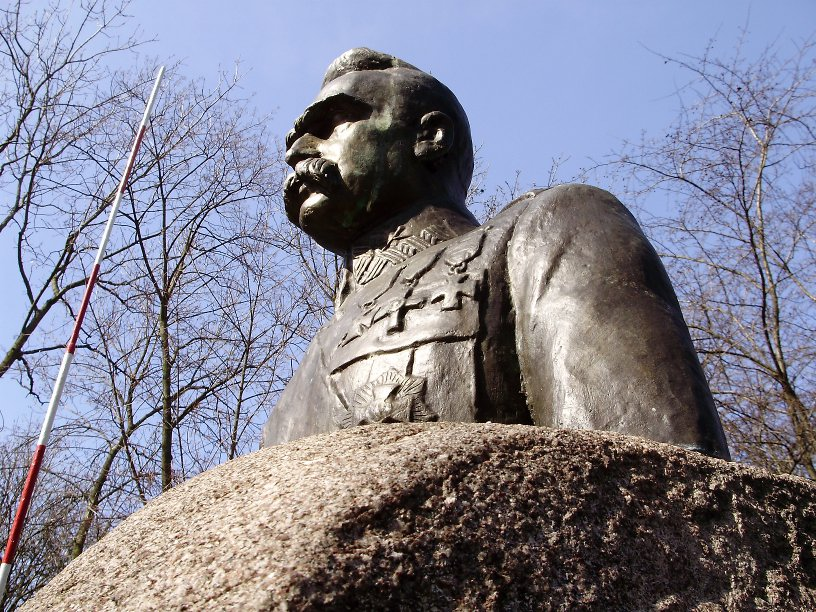
Il monumento a Józef Piłsudski in Turek

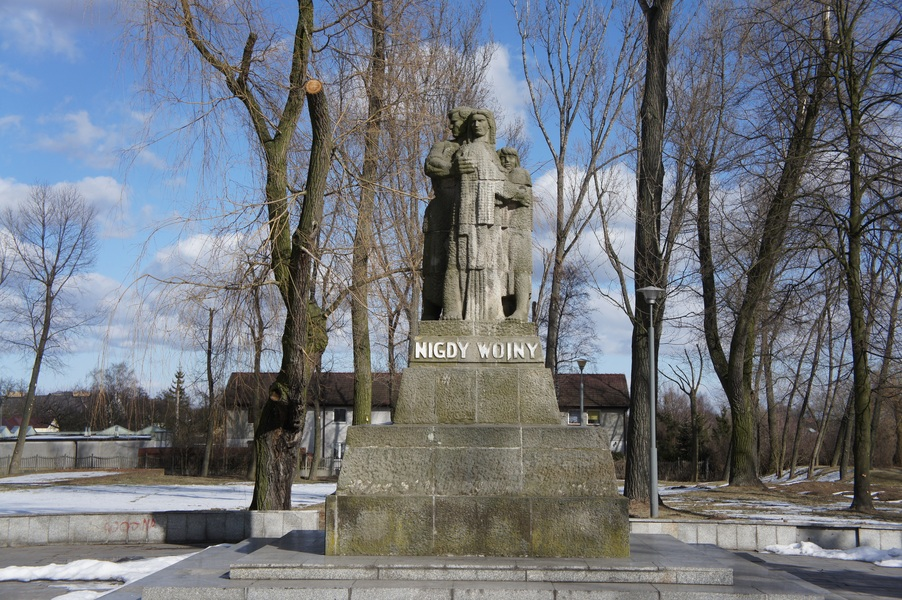
Il monumento Nigdy Wojny in Luboń

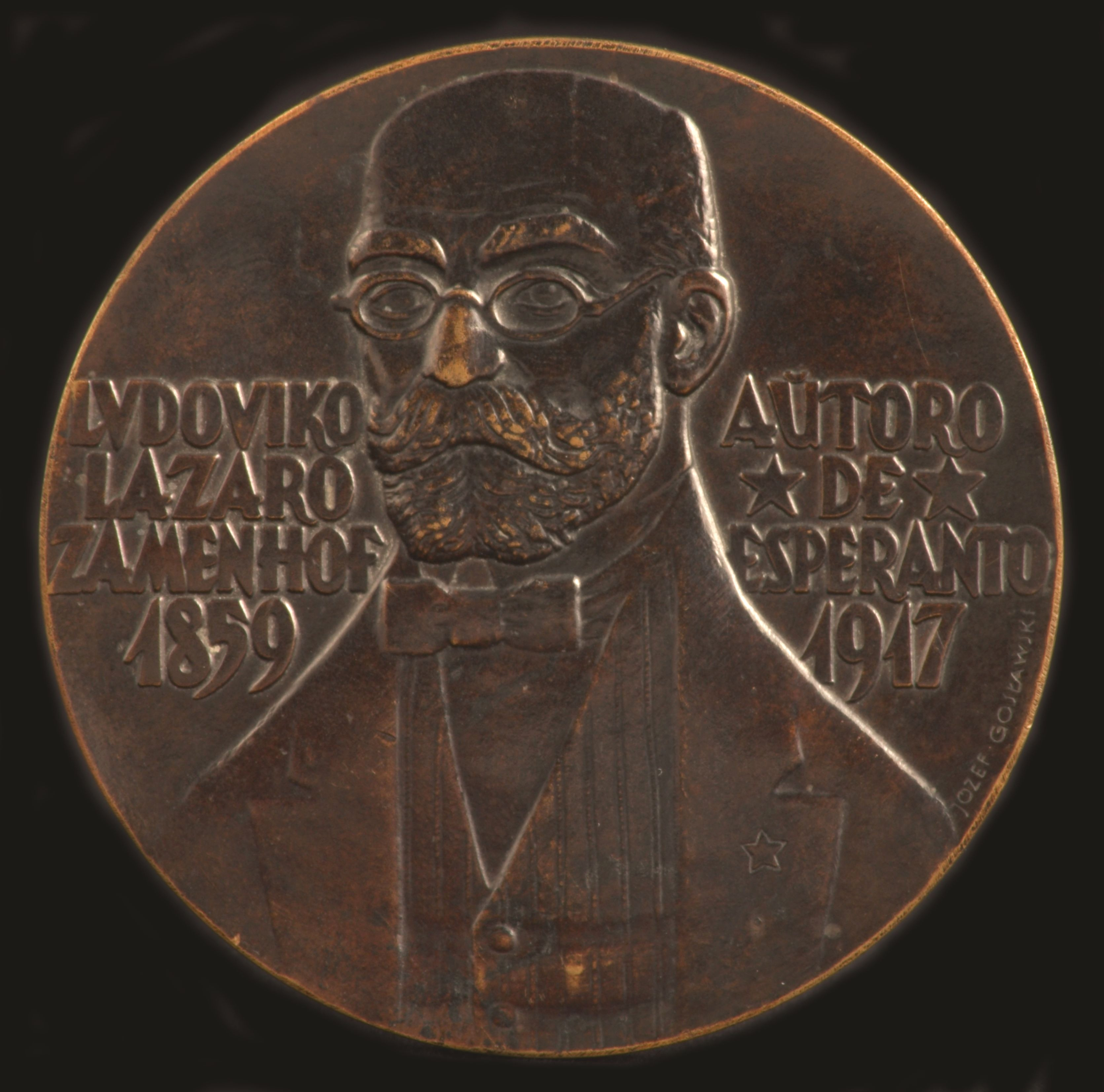
La medaglia di Ludwik Zamenhof (dritto)

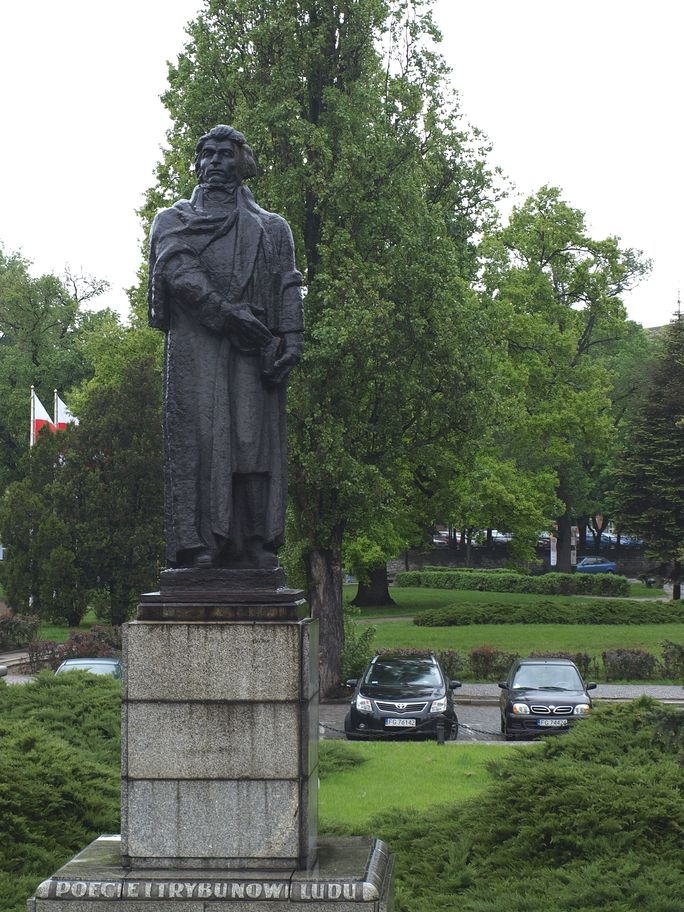
Il monumento a Adam Mickiewicz in Gorzów Wielkopolski

### Individuali
| Anno      | Città           | Istituzione                           |
| --------- | --------------- | ------------------------------------- |
| 1933      | Cracovia        | Palazzo delle Arti                    |
| 1960      | Budapest        | Ośrodek Kultury Polskiej              |
| 1963      | Varsavia        | Dom Wojska Polskiego                  |
| 1968      | Breslavia       | Municipio                             |
| 1973      | Varsavia        | Centralne Biuro Wystaw Artystycznych  |
| 1974      | Varsavia        | Galeria Wojskowa DWP                  |
| 1974      | Warka           | Muzeum im. Kazimierza Pułaskiego      |
| 1974      | Bydgoszcz       | Museo Regionale                       |
| 1987      | Lublino         | Museo Regionale                       |
| 1995      | Kazimierz Dolny | Muzeum Nadwiślańskie - Galeria Letnia |
| 1996      | Bolesławiec     | Bolesławiecki Ośrodek Kultury         |
| 1997      | Chełmno         | Museo Regionale                       |
| 2000      | Konin           | Museo Regionale                       |
| 2003      | Varsavia        | Galeria Domu Artysty Plastyka         |
| 2014      | Orońsko         | Centrum Rzeźby Polskiej               |
| 2014/2015 | Varsavia        | Muzeum Rzeźby (Królikarnia)           |

### Collettiva

#### All'estero
| Anno      | Stato                    | Città                 | Istituzione    |
| --------- | ------------------------ | --------------------- | -------------- |
| 1932      | Austria                  | Vienna                | Künstlerhaus   |
| 1936      | Italia                   | Roma                  | ?              |
| 1936      | Italia                   | Roma                  | ?              |
| 1950      | Cecoslovacchia           | Praga                 | ?              |
| 1950      | Italia                   | Roma                  | ?              |
| 1959      | Italia                   | Catania               | ?              |
| 1959      | Austria                  | Vienna                | ?              |
| 1963/1964 | Unione Sovietica         | Mosca-Minsk           | ?              |
| 1964      | Italia                   | Arezzo                | ?              |
| 1965      | Germania Est             | Berlino-Erfurt-Lipsia | ?              |
| 1966      | Cecoslovacchia           | Kralupe               | ?              |
| 1966      | Bulgaria                 | Sofia                 | ?              |
| 1966/1967 | Ungheria                 | -                     | ?              |
| 1967      | Jugoslavia               | -                     | ?              |
| 1967      | Finlandia Svezia Polonia | -                     | ?              |
| 1967      | Francia                  | Parigi                | ?              |
| 1968      | Unione Sovietica         | Mosca                 | ?              |
| 1969      | Ungheria                 | Budapest              | ?              |
| 1971      | Francia                  | Parigi                | ?              |
| 1971      | Paesi Bassi              | L'Aia                 | ?              |
| 1972      | Germania Est             | Berlino               | ?              |
| 1985      | Cecoslovacchia           | Praga                 | ?              |
| 2003      | Austria                  | Vienna                | Leopold Museum |